# Shang Wu Ding
Wu Ding (武丁; Wǔ Dīng), död 1192 f.Kr., var en kinesisk kung över den forna Shangdynastin. Wu Ding regerade 1250 f.Kr, till 1192 f.Kr. Wu Dings personnamn var Zhao (昭) och han titulerades i orakelbensskriften och Shiji med sitt postuma tempelnamn "武丁" (Wu Ding).
Wu Ding efterträdde sin far Xiao Yi som kung över Shangdynastin och Wu Dings regeringstid blev den längsta under Shangdynastin. Wu Ding hade många planer för hur han ville utveckla Shangdynastin, men han saknade en premiärminister och kunde därför inte verkställa några reformer. En natt drömde Wu Ding om den perfekta ministern Yue (说). Efter ett omfattande sökarbete hittade Wu Ding slutligen Yue vid berget Fu (傅). Yue blev utsedd till premiärminister, och rikets administration sköttes utmärkt därefter. Premiärministen fick namnet Yue Fu efter berget Fu. Wu Ding var en framgångsrik krigsherre och gjorde stora expansioner av Shangdynastins territorium genom att besegra olika stamfolk. Även hans fru Fu Hao förde befäl över vissa militära kampanjer.
Wu Ding hade tre söner; Zu Geng, Zu Jia och Zu Ji. Han hade minst 64 fruar som var döttrar till lokala hövdingar och furstar. Wu Ding efterträddes efter sin död 1192 f.Kr. av sin son Zu Geng.